# Адам Єронім Сенявський (староста)
Адам Єронім Сенявський (пол. Adam Hieronim Sieniawski; 1576 — 4 червня 1616 / 3 червня 1619, Бережани) — польський шляхтич, військовий та державний діяч Речі Посполитої. Підчаший коронний, староста яворівський. Представник полського шляхетського роду Сенявських гербу Леліва. Предок Миколи Василя Потоцького.

## Біографія
Син руського воєводи Єроніма (Яроша, Ярослава) Сенявського та Ядвига з Тарлів. 
Був одружений з Катажиною Косткою (1576—1648). В придане їй було віддано Сатанів, також Зіньків із навколишніми селами (так званий «Зіньківський ключ»). 1600 року воював у молдавській кампанії Яна Замойського в полку кам'янецького старости Яна Потоцького. Фундатор фарного костелу Різдва Пречистої Діви Марії в Бережанах, костелу в Меджибожі.
Перед смертю видержавив підстарості Філіпу Риковському Яворівське староство із замком, містом Яворовом, 15-ма селами з Рудою Крехівською за 13200 злотих на 4 роки (війтівство у Яворові той вже мав викуплене). Був похований у своїй головній резиденції Бережанах 21 жовтня 1619 р. у замковій каплиці, промову мав кармеліт босий, замковий капелан Станіслав а Єзу. За даними Шимона Старовольського, існував його надгробок з епітафією.
Мав трьох синів: 
- Миколая (близько 1598 — 17 квітня 1636) — староста ратненський, був одружений, дітей не мав
- Олександра (1599—1621/1622; за даними Шимона Старовольського, існував у Бережанах його надгробок з епітафією, де вказувалось що прожив 23 роки, помер у 1622.[3] Шимон Церенович в рукописі Płac prawnych prac, Tom 1 ( 1753, karta 212) також вказує рік смерті 1622).
- Прокопа (1602—1626) — був одружений з графинею Анною Єфросиною Ходкевич, мав єдиного сина — Адама Єроніма Сенявського (молодшого) (повного тезку діда).
- Зофія — померла дитиною.

Катажина Сенявська пережила чоловіка та усіх синів. Усі четверо були поховані в замковій каплиці в Бережанах, коштом К. Сенявської всім їм було встановлено пам'ятники. 1920 року саркофаги Адама Єроніма Сенявського та трьох його синів Миколая, Прокопа й Александра вивезено до Вавельського замку, там вони перебувають понині.
За час його дідицтва було надане магдебурзьке право королем Сиґізмундом III Вазою Меджибожу в 1593 р.